# Kartuzy
Kartuzy (udtale: [karˈtuzɨ]) kashubisk: Kartuzë, Kartëzë eller Kartuzé; tidligere tysk: Karthaus)  er en by  i den  centrale del af voivodskabet Pommern i det nordlige Polen. Den har   14.204(2021)  indbyggere og et areal på 	6,23 km², og   er en del af powiatet (amt) Kartuzy.

## Geografi
Kartuzy ligger omkring 32 km vest for Gdańsk og 35 km sydøst for byen af Lębork på et plateau i en gennemsnitlig højde af ca. 200 moh. Plateauet er delt af Radaune-søen, hvor floderne Łeba, Slupia og Bukowina løber ud i den vestlige ende,  i en højde på  271 moh.

## Historie
Kartuzy blev etableret omkring 1380 som et kloster for karthusianske munke, der stammede fra Prag i Kongeriget Bøhmen, som byen har navn efter. Det var tildelt store godser af Den Tyske Ordensstat. Ifølge Anden Fred af Thorn vendte området tilbage til Kongeriget Polen i 1466, inden for hvilket det administrativt var en del af Pommern voivodeskab i provinserne Kongelige Preussen og Storpolen.
Karteusermunkene fik ryddet de nærliggende skove, og bønder fra det nærliggende Hertugdømmet Pommern blev opfordret til at bosætte sig og drive landbrug i de nye  områder. I løbet af den protestantiske reformation blev Kartuzy og dets omkringliggende område indlemmet i cistercienserklosteret Oliwaklosteret i 1565. Området blev annekteret af Preussen i Polens første deling i 1772.